# Triosa fosfato isomerasa
La triosa fosfato isomerasa (TPI) (EC 5.3.1.1) es una enzima que cataliza la interconversión entre gliceraldehído-3-fosfato (GADP) y dihidroxiacetona fosfato (DHAP), reacción que tiene lugar a través de un intermediario enediol. Enzima implicada en la glucólisis, estructuralmente es un homodímero donde cada subunidad posee un ciclindro beta paralelo con  hélices alfa en los nexos de unión. Su sitio activo se encuentra en la parte superior del cilindro y posee un residuo de glutamato (Glu 165) y otro de histidina (His 95) que son esenciales para la catálisis. A pH fisiológico, el glutamato está desprotonado y, por tanto, cargado negativamente, con lo cual contribuye a atraer el protón del carbono 2 del gliceraldehído-3-fosfato; la histidina, básica, actúa como un grupo donador de protones para transferirlos entre el grupo carbonilo del sustrato y el hidroxilo del carbono 2.